# Калашникова, Ольга Валерьевна
Ольга Валерьевна Калашникова (род. 3 августа 1967 года) — российская актриса, режиссёр театра, основной режиссёр театра «18+» в Ростове-на-Дону. Основатель и педагог Театральной школы ОК

## Биография
Окончила в 1986 году Горьковское театральное училище.
Работает в Ростовском областном академическом молодёжном театре. Организатор и певица группы «Кабачок» (лауреат конкурса и Фестиваля актёрской песни им. Андрея Миронова, 1997). Автор и ведущая программы «Культ обстрел» на Радио Ростова 101,6 FM с 2005 года.
Является одним из организаторов фестиваля современной драматургии «Ростовские чтения». Является арт-директором Международного культурно-театрального центра (МКТЦ) «Миникульт»
В мае 2012 года впервые в Ростовской области организовала проведение и выступила режиссёром программы социальной адаптации заключённых при вовлечении их в процессы создания спектакля, «Арт Амнистия» в Ик-10 (Ростов-на-Дону), Ик-15 (г. Батайск) и Ик-18 (г. Азов). В результате в ИК-15 появился Тюремный театр, в котором актёры заключенные играют пьесы В. Шекспира, В. Маяковского, А. Грибоедова.
В 2012 году выступила одним из организаторов театра «18+», в котором стала основным режиссёром.

## Актёрские работы в театре
- 1986 — «Свои люди-сочтёмся» (Островский) — Липочка
- 1987 — Рок-опера «Собаки» (либретто Г. Жукова) — Крошка[5].
- 1987 — «Щелкунчик» (Гофман-Витгоп) — Мари
- 1988 — «Крылья холопа» (А.Витгоп) — Девка молодая
- 1990 — «West side story» (Л. Бернстайн — С. Сондхайм) — Мария
- 1991 — «Много шума из ничего» (В.Шекспир) — Леро
- 1997 — «Океан капитана Блада» (Сабатини) — Арабелла
- 1997 — «Жила-была девчонка» (О.Калашникова — О.Горчаков) — Она
- 2001 — «Кабинет доктора Каллигари» (Маттиас) — Джейн
- 2006 — «Очень простая история» (М. Ладо) — свинья Дуня
- 2012 — «Святая блаженная Ксения Петербуржская в житии» (В.Леванов) — Катя
- 2012 — «Вечера на хуторе близ Диканьки» (Н.Гоголь) — Кума
- 2013 — «В моей сексуальности виновата кошка» (А. Донатова) — Кэт
- 2014 — «Онегин» (А. С. Пушкин) — Графиня Z

## Режиссёрские работы
- 2011 — «Триединство» (Мария Зелинская). Фестиваль «Ростовские чтения», Ростов-на-Дону.
- 2011 — «Как я попал в дом где лечат людей» (Мария Зелинская). Фестиваль «Ростовские чтения», Ростов-на-Дону.
- 2011 — «Тадам-сюдам» (Анна Донатова). Фестиваль «Ростовские чтения», Ростов-на-Дону.
- 2011 — «В моей сексуальности виновата кошка» (Анна Донатова). Фестиваль «Ростовские чтения», Ростов-на-Дону.
- 2012 — «Обычные истории» (Мария Зелинская, Вячеслав Дурненков). Исправительная колония № 15, Батайск[6].
- 2012 — «Девочки» («Мама-смерть», Вадим Леванов). 16thLINE art-gallery, Ростов-на-Дону[7].
- 2013 — «Как живые» (Мария Зелинская), Театр «18+», Ростов-на-Дону.
- 2013 — «Король Лир» (В. Шекспир) Тюремный театр, ИК-15 г. Батайск, Ростовская область.
- 2013 — «Против всех» (Ильмира Болотян, Вячеслав Дурненков, Тимур Хакимов) фестиваль «Ростовские чтения», Театр 18+, Ростов-на-Дону.
- 2013 — «Братья Ч» (Елена Гремина) фестиваль «Ростовские чтения», Театр 18+, Ростов-на-Дону.
- 2013 — «Про любовь»(вербатим) (Мария Зелинская) фестиваль «Ростовские чтения», Театр 18+, Ростов-на-Дону.
- 2013 — «Осторожно, дети» проект Театр + общество спектакль по пьесам подростков, участников проекта. Театр 18+, Ростов-на-Дону.
- 2014 — «Про баб» (Михаил Барановский) Театр 18+, Ростов-на-Дону.
- 2014 — «Свинка из марципана» (Евгений Клюев) Театр 18+, Ростов-на-Дону.
- 2014 — «Все будет хорошо» (Ольга Калашникова) Театр 18+, проект Театр+общество.
- 2015 — «Последний еврей» (Михаил Барановский) Театр 18+, Ростов-на-Дону.